# Cabañas
Cabañas – jeden z 14 departamentów Salwadoru, położony w północnej części kraju przy granicy z Hondurasem. Został ustanowiony 10 lutego 1873. Jego stolicą jest miasto Sensuntepeque (15,4 tys., 2007). Największym miastem jest jednak Ilobasco (23,8 tys., 2007).
Na północy departamentu płynie rzeka Lempa, na której powstały dwa sztuczne zbiorniki wodne 5 de Noviembre i Cerrón Grande.
Nazwa departamentu pochodzi od hiszpańskiego słowa cabaña, czyli "chata, szopa".

## Gminy
1. Cinquera
2. Dolores
3. Guacotecti
4. Ilobasco
5. Jutiapa
6. San Isidro
7. Sensuntepeque
8. Tejutepeque
9. Victoria